# Pierre au Rey
Der sogenannte Dolmen Pierre au Rey (auch Pierre Aurey, Dolmen du Trépied oder Dolmen de la Vigie) liegt auf einer Klippe bei Flamanville auf der Halbinsel Cotentin im äußersten Nordwesten des Départements Manche in der Normandie in Frankreich. Er wurde zum ersten Mal 1833 von Leffilastre und Louis Ragonde erwähnt.
Pierre au Rey besteht aus vier großen runden und einigen kleinen Felsen, bildet erkennbar keine Kammer und ist allenfalls eine stark gestörte nicht klassifizierbare Megalithanlage. Das bereits 1862 als historisches Monument klassifizierte Gebilde wurde 2012 aus der Liste gestrichen. Das Ministerium für Kultur sieht den Felsenstapel heute als natürlich an. Diese These wurde bereits im 19. Jahrhundert aufgestellt. Eine Theorie besagt, dass die Formation als Seezeichen diente. 
Einige der großen Felsen haben Ritzungen, einschließlich einer menschlichen Figur, aber es ist unbekannt, ob sie alt sind oder aus jüngerer Zeit stammen, als die Felsen ein Beobachtungsposten des Zolls waren. 
Es wird angenommen, dass es bei Corb im Norden einen weiteren Klippendolmen gab, der vor 1880 zerstört wurde und von dem es keine Spuren gibt, da er unter dem Kernkraftwerk Flamanville liegt.
Es gab in dem Bereich auch Menhire, von denen nur Namen und Daten überlebten. „La Pierre-aux-Serpents“, der Schlangenstein, war neun Meter hoch und wurde um 1725 zerstört. Ein weiterer Menhir, im Südosten bei Percaillerie war fünf  Meter hoch und wurde im Jahre 1890 zerstört. 
Pseudodolmen sind aus verschiedenen Regionen bekannt ist Cova d’en Genís, Dolmen von Busnela, Dolmen von Chevresse, Dolmen von Solwaster, La Table des Géants in Reinhardsmunster und L’autel des Druides in Pfaffenheim (beide im Département Haut-Rhin) oder Sparossino in Ligurien.